# Catching Up with Depeche Mode
Catching Up with Depeche Mode es una compilación de sencillos del grupo inglés de música electrónica, Depeche Mode, publicada en 1985, destinada exclusivamente al continente americano.
Apareció como contraparte a la compilación The Singles 81-85 que se publicó solo en Europa, incluso con el mismo arte de portada, pero la selección de canciones que contienen es un tanto distinta y ésta estuvo destinada exclusivamente a América.

## Listado de canciones
La colección apareció en tres formatos, el estándar en disco de vinilo, en casete de cinta magnética de audio y en disco compacto. Posteriormente y en la actualidad se le encuentra en streaming.
Edición en LP
| Lado A |                                |          |  |
| N.º    | Título                         | Duración |  |
| 1.     | «Dreaming of Me» (1981)        | 3:44     |  |
| 2.     | «New Life» (1981, Remix)       | 3:44     |  |
| 3.     | «Just Can't Get Enough» (1981) | 3:36     |  |
| 4.     | «See You» (1982)               | 3:53     |  |
| 5.     | «The Meaning of Love» (1982)   | 3:04     |  |
| 6.     | «Love, in Itself» (1983)       | 3:55     |  |
| 7.     | «Master and Servant» (1984)    | 3:50     |  |

| Lado B |                              |          |  |
| N.º    | Título                       | Duración |  |
| 1.     | «Blasphemous Rumours» (1984) | 5:04     |  |
| 2.     | «Somebody» (1984, Remix)     | 4:21     |  |
| 3.     | «Shake the Disease»          | 4:46     |  |
| 4.     | «Flexible»                   | 3:09     |  |
| 5.     | «It's Called a Heart»        | 3:48     |  |
| 6.     | «Fly on the Windscreen»      | 5:05     |  |

Edición en CD
| Catching Up with Depeche Mode |                         |          |  |
| N.º                           | Título                  | Duración |  |
| 1.                            | «Dreaming of Me»        | 3:44     |  |
| 2.                            | «New Life» (Remix)      | 3:44     |  |
| 3.                            | «Just Can't Get Enough» | 3:36     |  |
| 4.                            | «See You»               | 3:53     |  |
| 5.                            | «The Meaning of Love»   | 3:04     |  |
| 6.                            | «Love, in Itself»       | 3:55     |  |
| 7.                            | «Master and Servant»    | 3:50     |  |
| 8.                            | «Blasphemous Rumours»   | 5:04     |  |
| 9.                            | «Somebody» (Remix)      | 4:21     |  |
| 10.                           | «Shake the Disease»     | 4:46     |  |
| 11.                           | «Flexible»              | 3:09     |  |
| 12.                           | «It's Called a Heart»   | 3:48     |  |
| 13.                           | «Fly on the Windscreen» | 5:05     |  |

Ambas ediciones no presentan diferencia alguna de contenido, solo que el formato de vinilo era el dominante en esa época.
Edición en casete
La edición en casete de cinta magnética de audio contiene los trece temas de la colección distribuidos igual que en su versión en LP. Actualmente esta edición como el formato ya no se encuentra disponible.

## Sencillos
- Shake the Disease
- It's Called a Heart

Son dos temas producidos por Daniel Miller y Gareth Jones resultantes de las primeras sesiones de grabación del que acabaría siendo el álbum Black Celebration; simplemente fueron dados a conocer un año antes.
Aunque formalmente se desprenden del compilatorio The Singles 81-85, que apareció solo en Europa, se publicaron también en América, en donde, en consecuencia, hicieron de promocionales de Catching Up with Depeche Mode.

## Créditos
Depeche Mode - Martin Gore, Andrew Fletcher, David Gahan y Alan Wilder; Vince Clarke fue miembro únicamente durante 1981 por lo que participó solo en los tres primeros temas, que además son de su autoría y a su vez en los que no colaboró Alan Wilder. Todas las demás canciones fueron compuestas por Martin Gore.
Los temas Dreaming of Me, New Life y Just Can't Get Enough aparecieron originalmente en el álbum Speak & Spell de 1981; See You y The Meaning of Love aparecieron originalmente en el álbum A Broken Frame de 1982. Fueron producidos por Depeche Mode y Daniel Miller.
El tema Love, In Itself apareció originalmente en el álbum Construction Time Again de 1983; Master and Servant, Blasphemous Rumours y Somebody aparecieron originalmente en el álbum Some Great Reward de 1984. Fueron producidos por Depeche Mode, Daniel Miller y Gareth Jones.
Los temas Shake the Disease y Flexible fueron producidos por Depeche Mode, Daniel Miller y Gareth Jones; It's Called a Heart y Fly on the Windscreen fueron producidos solo por Depeche Mode y Daniel Miller. Se realizaron para The Singles 81-85 de ese mismo año, los cuatro son cantados por David Gahan, aunque Shake the Disease lo canta junto con Martin Gore.

## Datos
- La canción Flexible fue lado B del disco sencillo Shake the Disease.
- La canción Fly on the Windscreen fue lado B del disco sencillo It's Called a Heart.

La selección de canciones del disco fue distinta a la del álbum The Singles 81-85 sobre todo porque un año antes se había publicado también solo en América el disco People Are People en el cual ya se incluían las canciones que para éste se omitieron, Leave in Silence, Everything Counts, Get the Balance Right y la misma People are People.